# Puiselet-le-Marais
Pour les articles homonymes, voir Puiselet.
Puiselet-le-Marais (prononcé [pyizǝlɛ lǝ maʁɛ] ) est une commune française située à cinquante et un kilomètres au sud-ouest de Paris dans le département de l'Essonne en région Île-de-France. Elle fait partie de l'intercommunalité de l'Étampois Sud-Essonne.
Ses habitants sont appelés les Pirlotchets.

## Géographie

### Situation
| Type d’occupation           | Pourcentage | Superficie (en hectares) |
| --------------------------- | ----------- | ------------------------ |
| Espace urbain construit     | 1,7 %       | 19,48                    |
| Espace urbain non construit | 0,9 %       | 9,66                     |
| Espace rural                | 97,4 %      | 1 097,78                 |
| Source : Iaurif             |             |                          |

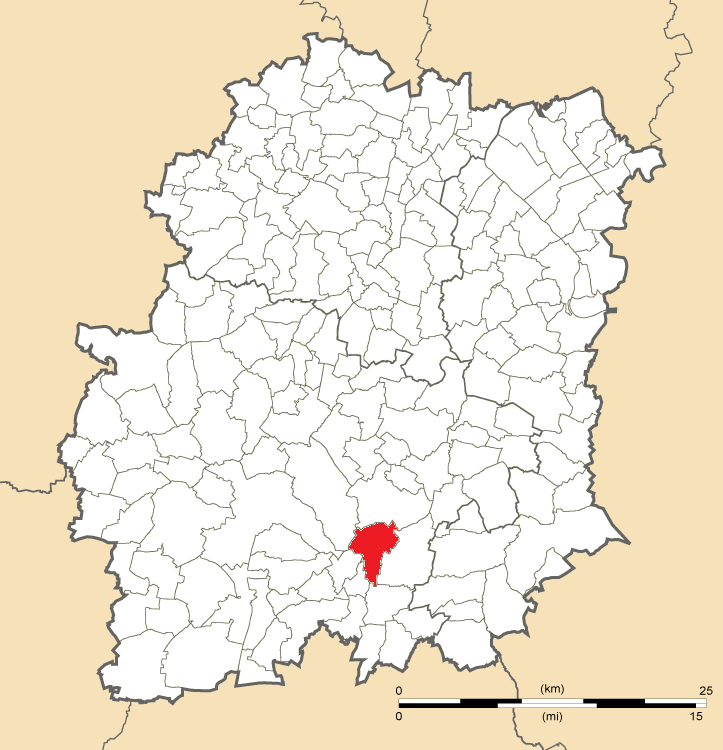
Position de Puiselet-le-Marais en Essonne.

Puiselet-le-Marais est située à cinquante-et-un kilomètres au sud-ouest de Paris-Notre-Dame, point zéro des routes de France, vingt-neuf kilomètres au sud-ouest d'Évry, huit kilomètres au sud-est d'Étampes, onze kilomètres au sud-ouest de La Ferté-Alais, quinze kilomètres à l'ouest de Milly-la-Forêt, vingt-et-un kilomètres au sud d'Arpajon, vingt-trois kilomètres au sud-est de Dourdan, vingt-six kilomètres au sud de Montlhéry, vingt-huit kilomètres au sud-ouest de Corbeil-Essonnes, trente-quatre kilomètres au sud de Palaiseau.

### Climat
Pour des articles plus généraux, voir Climat de l'Île-de-France et Climat de l'Essonne.
En 2010, le climat de la commune est de type climat océanique dégradé des plaines du Centre et du Nord, selon une étude du CNRS s'appuyant sur une série de données couvrant la période 1971-2000. En 2020, Météo-France publie une typologie des climats de la France métropolitaine dans laquelle la commune est exposée à un climat océanique altéré et est dans la région climatique Sud-ouest du bassin Parisien, caractérisée par une faible pluviométrie, notamment au printemps (120 à 150 mm) et un hiver froid (3,5 °C). 
Pour la période 1971-2000, la température annuelle moyenne est de 10,9 °C, avec une amplitude thermique annuelle de 15,1 °C. Le cumul annuel moyen de précipitations est de 673 mm, avec 11,1 jours de précipitations en janvier et 7,6 jours en juillet. Pour la période 1991-2020, la température moyenne annuelle observée sur la station météorologique la plus proche, située sur la commune de Courdimanche-sur-Essonne à 9 km à vol d'oiseau, est de 11,6 °C et le cumul annuel moyen de précipitations est de 594,8 mm,. Pour l'avenir, les paramètres climatiques de la commune estimés pour 2050 selon différents scénarios d'émission de gaz à effet de serre sont consultables sur un site dédié publié par Météo-France en novembre 2022.

### Lieux-dits, écarts et quartiers
- la ferme des Tremblots après le village vers la Foret Sainte Croix,
- le Petit Marais en sortant du village vers Bouville,
- la ferme de la Ventue en sortant vers Mespuits.

## Urbanisme

### Typologie
Au 1er janvier 2024, Puiselet-le-Marais est catégorisée commune rurale à habitat dispersé, selon la nouvelle grille communale de densité à sept niveaux définie par l'Insee en 2022.
Elle est située hors unité urbaine. Par ailleurs la commune fait partie de l'aire d'attraction de Paris, dont elle est une commune de la couronne,. Cette aire regroupe 1 929 communes,.

## Toponymie
Du latin puteus, « trou, fosse », « gouffre, fosse très profonde », « puits d’eau vive » ou même « puits de mine » et du double diminutif -ell -itum. Son sens s’est ensuite étendu au « trou creusé pour atteindre une nappe d’eau souterraine ». La commune fut créée en 1793 sous le simple nom de Puiselet, la mention le-Marais, qui était déjà utilisée sur les registres paroissiaux antérieurs à la Révolution, fut officiellement ajoutée dans le Bulletin des lois en 1801.

## Histoire
L'église Saint Martin âgée de mille ans et classée Monument Historique depuis 1912, est une des plus anciennes formes d'art roman dans la région.

## Population et société

### Démographie

#### Évolution démographique
L'évolution du nombre d'habitants est connue à travers les recensements de la population effectués dans la commune depuis 1793. Pour les communes de moins de 10 000 habitants, une enquête de recensement portant sur toute la population est réalisée tous les cinq ans, les populations de référence des années intermédiaires étant quant à elles estimées par interpolation ou extrapolation. Pour la commune, le premier recensement exhaustif entrant dans le cadre du nouveau dispositif a été réalisé en 2008.

En 2022, la commune comptait 261 habitants, en évolution de −5,09 % par rapport à 2016 (Essonne : +2,89 %, France hors Mayotte : +2,11 %).
| 1793 | 1800 | 1806 | 1821 | 1831 | 1836 | 1841 | 1846 | 1851 |
| ---- | ---- | ---- | ---- | ---- | ---- | ---- | ---- | ---- |
| 238  | 243  | 229  | 234  | 244  | 255  | 248  | 252  | 233  |

| 1856 | 1861 | 1866 | 1872 | 1876 | 1881 | 1886 | 1891 | 1896 |
| ---- | ---- | ---- | ---- | ---- | ---- | ---- | ---- | ---- |
| 230  | 212  | 205  | 231  | 210  | 213  | 217  | 212  | 200  |

| 1901 | 1906 | 1911 | 1921 | 1926 | 1931 | 1936 | 1946 | 1954 |
| ---- | ---- | ---- | ---- | ---- | ---- | ---- | ---- | ---- |
| 239  | 200  | 191  | 167  | 181  | 169  | 156  | 132  | 126  |

| 1962 | 1968 | 1975 | 1982 | 1990 | 1999 | 2006 | 2008 | 2013 |
| ---- | ---- | ---- | ---- | ---- | ---- | ---- | ---- | ---- |
| 106  | 109  | 126  | 184  | 245  | 324  | 289  | 279  | 287  |

| 2018 | 2022 | - | - | - | - | - | - | - |
| ---- | ---- | - | - | - | - | - | - | - |
| 258  | 261  | - | - | - | - | - | - | - |

#### Pyramide des âges
En 2018, le taux de personnes d'un âge inférieur à 30 ans s'élève à 33,4 %, soit en dessous de la moyenne départementale (39,9 %). À l'inverse, le taux de personnes d'âge supérieur à 60 ans est de 26,4 % la même année, alors qu'il est de 20,1 % au niveau départemental.
En 2018, la commune comptait 131 hommes pour 127 femmes, soit un taux de 50,78 % d'hommes, légèrement supérieur au taux départemental (48,98 %).
Les pyramides des âges de la commune et du département s'établissent comme suit.
| Hommes | Classe d’âge | Femmes |
| ------ | ------------ | ------ |
| 0,0    | 90 ou +      | 0,0    |
| 5,3    | 75-89 ans    | 7,1    |
| 21,4   | 60-74 ans    | 18,9   |
| 25,2   | 45-59 ans    | 25,2   |
| 13,7   | 30-44 ans    | 16,5   |
| 16,8   | 15-29 ans    | 16,5   |
| 17,6   | 0-14 ans     | 15,7   |

| Hommes | Classe d’âge | Femmes |
| ------ | ------------ | ------ |
| 0,5    | 90 ou +      | 1,4    |
| 5,4    | 75-89 ans    | 7,2    |
| 12,9   | 60-74 ans    | 13,9   |
| 20     | 45-59 ans    | 19,4   |
| 19,9   | 30-44 ans    | 20,1   |
| 20     | 15-29 ans    | 18,2   |
| 21,3   | 0-14 ans     | 19,8   |

## Politique et administration

### Politique locale
La commune de Puiselet-le-Marais est rattachée au canton d'Étampes, représenté par les conseillers départementaux Marie-Claire Chambaret (DVD) et Guy Crosnier (UMP), à l'arrondissement d’Étampes et à la deuxième circonscription de l'Essonne, représentée par le député Franck Marlin (UMP).
L'Insee attribue à la commune le code 91 1 08 508. La commune de Puiselet-le-Marais est enregistrée au répertoire des entreprises sous le code SIREN 219 105 087. Son activité est enregistrée sous le code APE 8411Z.

### Liste des maires
| Période                                  | Période  | Identité          | Étiquette | Qualité               |
| ---------------------------------------- | -------- | ----------------- | --------- | --------------------- |
| Les données manquantes sont à compléter. |          |                   |           |                       |
| 2001                                     | En cours | Christian Guerton | DVD       | Responsable marketing |

### Tendances et résultats politiques
Élections présidentielles, résultats des deuxièmes tours :
- Élection présidentielle de 2002 : 84,31 % pour Jacques Chirac (RPR), 15,69 % pour Jean-Marie Le Pen (FN), 90,95 % de participation[34].
- Élection présidentielle de 2007 : 62,69 % pour Nicolas Sarkozy (UMP), 37,31 % pour Ségolène Royal (PS), 92,11 % de participation[35].
- Élection présidentielle de 2012 : 62,96 % pour Nicolas Sarkozy (UMP), 37,04 % pour François Hollande (PS), 90,05 % de participation[36].

Élections législatives, résultats des deuxièmes tours :
- Élections législatives de 2002 : 78,32 % pour Franck Marlin (UMP), 21,68 % pour Gérard Lefranc (PCF), 63,79 % de participation[37].
- Élections législatives de 2007 : 64,00 % pour Franck Marlin (UMP) élu au premier tour, 12,00 % pour Marie-Agnès Labarre (PS), 77,73 % de participation[38].
- Élections législatives de 2012 : 71,52 % pour Franck Marlin (UMP), 28,48 % pour Béatrice Pèrié (PS), 70,14 % de participation[39].

Élections européennes, résultats des deux meilleurs scores :
- Élections européennes de 2004 : 23,42 % pour Patrick Gaubert (UMP), 19,82 % pour Harlem Désir (PS), 49,33 % de participation[40].
- Élections européennes de 2009 : 25,60 % pour Michel Barnier (UMP), 16,00 % pour Jérôme Rivière (Libertas), 59,09 % de participation[41].

Élections régionales, résultats des deux meilleurs scores :
- Élections régionales de 2004 : 55,41 % pour Jean-François Copé (UMP), 33,12 % pour Jean-Paul Huchon (PS), 73,30 % de participation[42].
- Élections régionales de 2010 : 60,94 % pour Valérie Pécresse (UMP), 39,06 % pour Jean-Paul Huchon (PS), 62,10 % de participation[43].

Élections cantonales, résultats des deuxièmes tours :
- Élections cantonales de 2001 : données manquantes.
- Élections cantonales de 2008 : 72,66 % pour Jean Perthuis (UMP), 27,34 % pour François Jousset (PCF), 59,47 % de participation[44].

Élections municipales, résultats des deuxièmes tours :
- Élections municipales de 2001 : données manquantes.
- Élections municipales de 2008 : 155 voix pour Élise Dupré (?), 149 voix pour Bruno Lefevre (?), 74,45 % de participation[45].

Référendums :
- Référendum de 2000 relatif au quinquennat présidentiel : 68,89 % pour le Oui, 31,11 % pour le Non, 58,00 % de participation[46].
- Référendum de 2005 relatif au traité établissant une Constitution pour l'Europe : 52,10 % pour le Oui, 47,90 % pour le Non, 82,08 % de participation[47].

### Enseignement
Les élèves de Puiselet-le-Marais sont rattachés à l'académie de Versailles. La commune dispose sur son territoire d'une école élémentaire publique.

### Services publics
La commune dispose sur son territoire d'un centre de première intervention des sapeurs-pompiers.

### Jumelages
La commune de Puiselet-le-Marais n'a développé aucune association de jumelage.

## Vie quotidienne à Puiselet-le-Marais

### Sports
Un terrain multisports, jeux d'enfants est a la sortie du village direction Bouville.

### Lieux de culte
La paroisse catholique de Puiselet-le-Marais est rattachée au secteur pastoral de Milly-la-Forêt et au diocèse d'Évry-Corbeil-Essonnes. Elle dispose de l'église Saint-Martin.

### Médias
L'hebdomadaire Le Républicain relate les informations locales. La commune est en outre dans le bassin d'émission des chaînes de télévision France 3 Paris Île-de-France Centre, IDF1 et Téléssonne intégré à Télif.

## Économie

### Emplois, revenus et niveau de vie
En 2006, le revenu fiscal médian par ménage était de 27 010 €, ce qui plaçait la commune au 221e rang parmi les 30 687 communes de plus de cinquante ménages que compte le pays et au vingtième rang départemental.
| Répartition des emplois par catégories socioprofessionnelles en 2006. |              |                                           |                                                   |                            |                          |                           |
|                                                                       | Agriculteurs | Artisans, commerçants, chefs d’entreprise | Cadres et professions intellectuelles supérieures | Professions intermédiaires | Employés                 | Ouvriers                  |
| Puiselet-le-Marais                                                    | -            | -                                         | -                                                 | -                          | -                        | -                         |
| Zone d’emploi d’Étampes                                               | 1,8 %        | 6,2 %                                     | 15,1 %                                            | 24,9 %                     | 27,2 %                   | 24,8 %                    |
| Moyenne nationale                                                     | 2,2 %        | 6,0 %                                     | 15,4 %                                            | 24,6 %                     | 28,7 %                   | 23,2 %                    |
| Répartition des emplois par secteurs d’activités en 2006.             |              |                                           |                                                   |                            |                          |                           |
|                                                                       | Agriculture  | Industrie                                 | Construction                                      | Commerce                   | Services aux entreprises | Services aux particuliers |
| Puiselet-le-Marais                                                    | -            | -                                         | -                                                 | -                          | -                        | -                         |
| Zone d’emploi d’Étampes                                               | 2,9 %        | 16,1 %                                    | 6,7 %                                             | 14,8 %                     | 9,2 %                    | 5,8 %                     |
| Moyenne nationale                                                     | 3,5 %        | 15,2 %                                    | 6,4 %                                             | 13,3 %                     | 13,3 %                   | 7,6 %                     |
| Sources : Insee,                                                      |              |                                           |                                                   |                            |                          |                           |

## Culture locale et patrimoine

### Patrimoine environnemental
Les bosquets boisés répartis sur le territoire et la pelouse calcicole ont été recensés au titre des espaces naturels sensibles par le conseil départemental de l'Essonne.

### Patrimoine architectural
- L'église Saint-Martin du XIIIe siècle,  Classée MH (1912, classement par arrêté du 31 octobre 1912)[56],[57].
- Le château du Petit-Marais, ancien château fort.

### Héraldique
| Blason de Puiselet-le-Marais | Blason  | De gueules aux six annelets d'or, à la bordure du même. |
| Blason de Puiselet-le-Marais | Détails |                                                         |